# Бхакта
Бха́кта или бхакт («преданный») в кришнаизме — человек, поклоняющийся Богу в одной из его форм, такой как Вишну, Кришна или Рама. Часто этот термин используется по отношению к поклонникам Шивы и также широко распространён в сикхизме, где Гуру Нанак объявил о том, что «получил знание о всемогуществе Бога от бхакт». В более общем значении слово указывает на того, кто следует по пути бхакти, практикуя бхакти-йогу. Кришна говорит в «Бхагавад-гите»:
- Ко мне будь мыслью обращен, передо мной благоговея, мне жертвуя, мне поклоняйся. Так, духом став сопряжен, придешь ко мне, меня высшей целью почитая.(9.34)[1]

В «Бхагавата-пуране» в переводе Прабхупады говорится следующее:
- Бхакты, которые неустанно служат пальцам лотосных стоп Господа, с лёгкостью разрубают тугие узлы желаний, связанных с кармической деятельностью. Что же касается непреданных — джнани и йогов, то, хотя они и пытаются остановить волны материальных желаний, сделать это так трудно, что все их попытки оканчиваются неудачей. Поэтому последуй нашему совету и занимайся преданным служением Кришне, сыну Васудевы[2].